# 千の夜と千の昼
「千の夜と千の昼」（せんのよるとせんのひる）は、元ちとせの4枚目のシングル。2003年6月11日発売。発売元はエピックレコードジャパン。

## 解説
タイトル曲は日本コカコーラ「まろ茶120」CMソング。カップリング曲「TRUE COLORS」は、シンディ・ローパーの歌で1986年に大ヒットした楽曲のカバー。

## 収録曲
1. 千の夜と千の昼
（作詞・作曲・編曲:上田現）
2. 白夜
（作詞:HUSSY-R、作曲・編曲:Eric Mouquet）
3. TRUE COLORS
（作詞・作曲:TOM KELLY・BILLY STEINBERG、編曲:間宮工）

## 収録アルバム
千の夜と千の昼
- ノマド・ソウル
- 完全収録ライヴCD 元ちとせ「冬のハイヌミカゼ」 （ライブバージョン）
- 語り継ぐこと

白夜
- 完全収録ライヴCD 元ちとせ「冬のハイヌミカゼ」 （ライブバージョン）

※本バージョンはアルバム未収録
TRUE COLORS
- Occident